# Еби Грејнџ
„Еби Грејнџ” (енгл. The Adventure of the Abbey Grange) је једна од 56 приповедака о Шерлоку Холмсу које је написао Артур Конан Дојл и дванаеста је прича у збирки кратких прича Повратак Шерлока Холмса. Објављена је у британском часопису The Strand Magazine у септембру 1904, као и у америчком часопису Collier's 31. децембра исте године.

## Радња
Шерлок Холмс буди доктора Вотсона рано једног зимског јутра како би отишли на место убиства у Еби Грејнџу близу Чизелхрста, у Кенту. Сер Јустас Бракенстол је убијен, наизглед од стране провалника. Инспектор Стенли Хопкинс верује да је за ово крива злогласна Рендалова банда, која је починила још неколико провала у комшилуку.
У Еби Грејнџу, леди Бракенстол говори Холмсу да њен брак није био срећан; сер Јустас је био насилан пијанац. Затим прича да је око 11 сати у трпезарији наишла на старијег човека који је улазио кроз прозор, а за њим су ишла два млађа мушкарца. Старији мушкарац ју је ударио у лице, нокаутирајући је. Када је дошла к себи, видела је да су јој везана уста и да је она везана за столицу ужетом за звонце које су скинули. Сер Јустас је ушао у собу и јурнуо на уљезе, од којих га је један ударио и убио жарачем. Леди Бракенстол се поново онесвестила на минут или два. Видела је уљезе како пију вино из флаше извађене из креденца. Онда су отишли, узевши сребрно посуђе.
Сер Јустасов леш још увек лежи на месту убиства. Хопкинс говори Холмсу неке непријатне ствари о сер Јустасу: да је једном полио нафтом пса своје жене и запалио га, а једном бацио бокал на њену слушкињу Терезу. Тереза потврђује извештај леди Бракенстол о томе да је сер Јустас био насилни алкохоличар.
Испитујући уже за звоно, Холмс примећује да би оно зазвонило у кухињи да је било довољно снажно повучено, и пита зашто га нико није чуо. Хопкинс одговара да је било касно, а кухиња је у задњем делу куће, где га нико од слуга не би чуо. Ово сугерише да су провалници то морали да знају, што указује на везу између њих и једног од слуга. Зачудо, лопови су украли само неколико комада сребрних тањира из трпезарије. Полупразна винска боца и чаше занимају Холмса − чеп је био извучен вадичепом „вишеалатног ножа”, а не дугим вадичепом у фиоци, и једна од чаша има остатке винског прашка у себи, али друге немају.
Изнервиран што је позван да истражи случај који очигледно има готово решење, Холмс одлучује да ухвати воз за Лондон. Међутим, након што је размислио о стварима током путовања, Холмс мисли да прича леди Бракенстол има превише рупа у себи и да су вероватно она и Тереза намерно лагале, инсценирајући место злочина. По повратку у Еби Грејнџ, Холмс, након што је поново прегледао наводно место злочина, долази до овог закључка: убица је ножем пресекао уже за звоно и похабао лабав крај да би изгледао поцепано. Холмс се суочава са леди Бракенстол и Терезом, говорећи им да зна да лажу и захтева истину, али оне остају при својој причи. На изласку, Холмс примећује рупу у леду на језеру и пише белешку за Хопкинса.
Холмс тражи убицу: готово сигурно морнара (што указују чворови и активна грађа) који је раније познавао леди Бракенстол и кога би она и Тереза штитиле. Леди Бракенстол је путовала прекоокеанским бродом Стена Гибралтара на линији Аделејд−Саутемптон, која је сада на пола пута до Аустралије. Међутим, први официр брода, Џек Крокер, који је унапређен у капетана, остао је у Енглеској и за два дана ће преузети команду над новим бродом компаније, Бас Рок. Холмс узима такси до Скотланд Јарда, али не улази. Он говори Вотсону да не жели да именује криминалца полицији док не сазна више о случају.
Те вечери, Хопкинс долази у Улицу Бејкер 221б са две вести:
- Као што се наводи у Холмсовој белешци, украдено сребро је пронађено на дну језера. Холмс сугерише да је крађа била само намерно лажни траг. Међутим, Хопкинс образлаже да је језеро изабрано као привремено скровиште.
- Рендалова банда је тог јутра ухапшена у Њујорку, тако да нису могли да почине убиство у Кенту претходне ноћи.

Касније те вечери, капетан Крокер долази у Улицу Бејкер, након што га је Холмс позвао путем телеграма. Холмс захтева пун извештај о томе шта се догодило у Еби Грејнџу, упозоравајући Крокера да ће позвати полицију уколико нешто слаже или прикрије.
Крокер је на путовању из Аустралије упознао жену по имену Мери (леди Бракенстол). Он се заљубио у њу, али она у њега није. Онда је случајно срео Терезу, која му је рекла за сер Јустасово насилничко понашање. Тајно се састајао са Мери у кући; последњи пут претходне ноћи. Били су у трпезарији када је сер Јустас упао, увредио Мери и ударио је батином. Затим је напао Крокера, који га је убио жарачем у самоодбрани. Крокер додаје да ни за чим не жали. Да би избегли скандал који је могао да уследи, Крокер и Тереза су смислили причу о провалницима ухваћеним на делу. Пресекао је уже тачно онако како је Холмс закључио; отворио је боцу вина вадичепом свог џепног ножа; узео је неке сребрне тањире и спустио их је у језерце.
Холмс каже Крокеру да полиција још не зна истину и да ће сачекати 24 сата пре него што је открије, дозвољавајући Крокеру да побегне. Крокер огорчено одбија понуду, инсистирајући да ће пристати само на верзију случаја која ће изоставити Мери из овога. Испоставља се да је Холмс само тестирао Крокера и импресиониран је његовом оданошћу Мери. Дао је Хопкинсу „одличан наговештај” и не осећа да мора да уради ништа више. Он одређује Вотсона као „пороту” и тражи од њега да „донесе пресуду”. Вотсон проглашава да Крокер „није крив”. Холмс говори Крокеру да ће ћутати осим уколико неко други не буде оптужен и да он може да се врати Мери за годину дана.

## Историја објављивања
Приповетка је објављена у британском часопису The Strand Magazine у септембру 1904, као и у америчком часопису Collier's 31. децембра исте године. Прича је објављена са шест илустрација Фредерика Дора Стила у часопису Collier's и са осам илустрација Сиднеја Паџета у часопису The Strand Magazine. Уврштена је у збирку кратких прича Повратак Шерлока Холмса, која је објављена у САД у фебруару 1905. и у Великој Британији у марту исте године.

## Адаптације

### Филм и телевизија
Прича је адаптирана као кратки неми филм под називом Еби Грејнџ (1922), који је био део филмског серијала са Еје Норвудом у улози Шерлока Холмса.
Прича је прилагођена за серију Шерлок Холмс из 1965. са Дагласом Вилмером у главној улози. Данас постоји само други од два колута 16 mm кинескопа ове епизоде.
„Еби Грејнџ” је епизода ТВ серије Авантуре Шерлока Холмса из 1986. у којој је Џереми Брет глумио Холмса.

### Радио
Радио-адаптација ове приче емитована је као епизода америчке радио-серије Авантуре Шерлока Холмса. Епизоду је адаптирала Едит Мејзер и емитована је 15. јуна 1931, са Ричардом Гордоном као Холмсом и Лијем Ловелом као др Вотсоном.
Мејзерова је такође адаптирала причу као епизоду америчке радио-серије Нове авантуре Шерлока Холмса, са Бејзилом Ратбоном као Холмсом и Најџелом Брусом као Вотсоном, која је емитована 5. фебруара 1940. године.
Мајкл Хардвик је адаптирао причу за BBC Light програм, као део радио-серије из 1952–1969, у којој су глумили Карлтон Хобс као Холмс и Норман Шели као Вотсон. Адаптација је емитована 1962. године.
Адаптација приче емитована на BBC радију 1978. године, са Баријем Фостером у улози Холмса и Дејвидом Баком као Вотсоном. Адаптирао ју је Мајкл Бејквел.
Приповетка је драматизована за BBC Radio 4 током 1993. године од стране Роберта Фореста као део радио-серије из 1989–1998. у којој су глумили Клајв Мерисон као Холмс и Мајкл Вилијамс као Вотсон. Поред њих се појавила Пени Дауни као леди Бракенстол.
Прича је 2014. адаптирана као епизода Класичних авантура Шерлока Холмса, серијала у америчкој радио-емисији Imagination Theatre, у којој су глумили Џон Патрик Лоури као Холмс и Лоренс Алберт као Вотсон.

### Остали медији
Frogwares је 2014. објавио видео-игру под називом Sherlock Holmes: Crimes & Punishments, чији четврти случај „Афера Еби Грејнџ” адаптира елементе ове приче.